# ジョニー・マティス

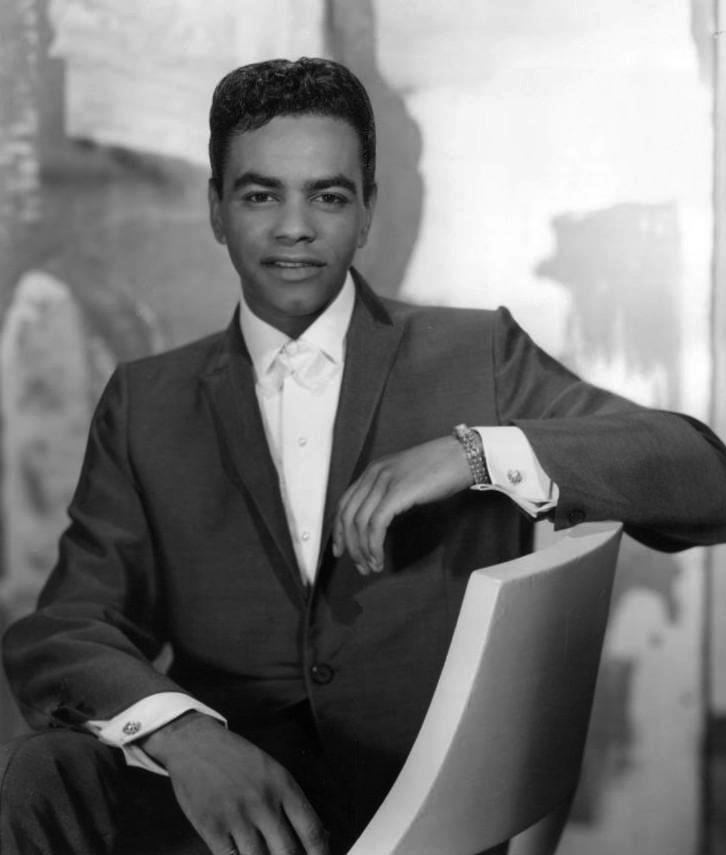
ジョニー・マティス（1960年）

ジョニー・マティス（Johnny Mathis、1935年9月30日 - ）は、アメリカ合衆国のポピュラー音楽の歌手。テキサス州出身。本名はジョン・ロイス・マティス（John Royce Mathis）。

## 略歴
マティスはサンフランシスコ州立大学時代に、当時のオリンピック記録にあと数センチという記録を持つ走り高跳びの有望な選手であった。地元のクラブで歌っているところをスカウトされ、1958年に初めてのシングル・レコード「ワンダフル! ワンダフル!」が大ヒットを記録した。半世紀に渡り、全米を代表するポップ・シンガーとして人気を維持し続けている。
代表作に「恋のチャンス」、「ミスティ」などがあり、デニース・ウィリアムスとの「涙のデュエット」、ディオンヌ・ワーウィックとの「フレンズ・イン・ラヴ」、レイ・チャールズとの「虹のかなたに」など、デュエット曲のヒットも数多い。
1958年にリリースされたベスト・アルバム『Johnny's Greatest Hits』は、490週連続でアルバムチャートにランクされピンク・フロイドのアルバム『狂気』に破られるまで記録を保持していた。
TVシリーズ『クリミナル・マインド FBI行動分析課』シーズン14最終話にデヴィッド・ロッシ（ジョー・マンテーニャ）の結婚式の介添人としてジョー・マティス本人として出演している。また映画では以下の作品において本人役で出演している。『ある微笑 (A Certain Smile)』（1958年。出演: ロッサノ・ブラッツィ、ジョーン・フォンテイン、クリスティーヌ・カレル、原作: フランソワーズ・サガン）。『ベスト・バディ』（2017年。出演: モーガン・フリーマン、トミー・リー・ジョーンズ、レネ・ルッソ）。

## ヒット・ナンバー
- 「ワンダフル! ワンダフル!」 - "Wonderful! wonderful!" (1957年) ※全米14位
- 「お目当てちがい」 - "It's not for me to say" (1957年) ※全米5位　Gold Disk
- 「恋のチャンス」 - "Chances are" (1957年) ※全米1位 Gold Disk
- 「いついつまでも」 - "Twelfth of never" (1957年) ※全米9位
- "Wild is the wind" (1957年) ※全米22位
- "No love" (1958年) ※全米21位
- "Come to me" (1958年) ※全米22位
- "Someone" (1959年) ※全米35位
- "Small world" (1959年) ※全米20位
- 「ミスティ」 - "Misty" (1959年) ※全米12位
- "Starbright" (1960年) ※全米25位
- 「愛しのジーナ」 "Gina" (1962年) ※全米6位
- "What will Mary say" (1963年) ※全米9位
- "Every step of the way" (1963年) ※全米30位
- 「涙のデュエット」 - "Too much, too little, too late" (1978年) ※With デニース・ウィリアムス 全米1位 Gold Disk
- 「フレンズ・イン・ラブ」 - "Friends in love" (1982年) ※With ディオンヌ・ワーウィック 全米38位

## ディスコグラフィ

### スタジオ・アルバム
- Johnny Mathis (1956年、Columbia)
- 『ジョニイ・マテイス・ベスト・ナムバー』 - Wonderful, Wonderful (1957年、Columbia)
- Warm (1957年、Columbia)
- Good Night, Dear Lord (1958年、Columbia)
- 『スイング・ソフトリー』 - Swing Softly (1958年、Columbia)
- 『メリー・クリスマス』 - Merry Christmas (1958年、Columbia)
- 『テンダリー』 - Open Fire, Two Guitars (1959年、Columbia)
- 『ヘヴンリー』 - Heavenly (1959年、Columbia)
- Faithfully (1959年、Columbia)
- Johnny's Mood (1960年、Columbia)
- The Rhythms and Ballads of Broadway (1960年、Columbia)
- I'll Buy You a Star (1961年、Columbia)
- Live It Up! (1961年、Columbia)
- Rapture (1962年、Columbia)
- Johnny (1963年、Columbia)
- Romantically (1963年、Columbia)
- Sounds of Christmas (1963年、Mercury)
- Tender Is the Night (1964年、Mercury)
- The Wonderful World of Make Believe (1964年、Mercury)
- This Is Love (1964年、Mercury)
- Olé (1964年、Mercury)
- Love Is Everything (1965年、Mercury)
- The Sweetheart Tree (1965年、Mercury)
- The Shadow of Your Smile (1966年、Mercury)
- So Nice (1966年、Mercury)
- Johnny Mathis Sings (1967年、Mercury)
- Up, Up and Away (1967年、Columbia)
- Love Is Blue (1968年、Columbia)
- Those Were the Days (1968年、Columbia)
- Love Theme from "Romeo And Juliet" (A Time for Us) (1969年、Columbia)
- Give Me Your Love for Christmas (1969年、Columbia)
- 『雨にぬれても』 - Raindrops Keep Fallin' on My Head (1970年、Columbia)
- 『クローズ・トゥ・ユー』 - Close to You (1970年、Columbia) ※旧邦題『遙かなる影』
- 『バカラック&ケンプフェルトを唄う』 - Johnny Mathis Sings the Music of Bacharach & Kaempfert (1970年、Columbia)
- 『ラヴ・ストーリー』 - Love Story (1971年、Columbia)
- 『ユーヴ・ガッタ・フレンド』 - You've Got a Friend (1971年、Columbia)
- 『愛は面影の中に (ファースト・タイム・エヴァー・アイ・ソー・ユア・フェイス)』 - The First Time Ever (I Saw Your Face) (1972年、Columbia)
- 『ソング・サング・ブルー』 - Song Sung Blue (1972年、Columbia)
- 『ミー・アンド・ミセス・ジョーンズ』 - Me and Mrs. Jones (1973年、Columbia)
- 『やさしく歌って』 - Killing Me Softly with Her Song (1973年、Columbia)
- 『アイム・カミング・ホーム』 - I'm Coming Home (1973年、Columbia)
- 『ハート・オブ・ア・ウーマン』 - The Heart of a Woman (1974年、Columbia)
- 『天使のささやき』 - When Will I See You Again (1975年、Columbia)
- 『フィーリングス』 - Feelings (1975年、Columbia)
- 『アイ・オンリー・ハブ・アイズ・フォー・ユー』 - I Only Have Eyes for You (1976年、Columbia)
- Mathis Is... (1977年、Columbia)
- 『ホールド・ミー、スリル・ミー、キス・ミー』 - Hold Me, Thrill Me, Kiss Me (1977年、Columbia)
- 『ユー・ライト・アップ・マイ・ライフ』 - You Light Up My Life (1978年、Columbia)
- 『琥珀色のハーモニー』 - That's What Friends Are For (1978年、Columbia) ※with デニース・ウィリアムス
- 『ベスト・デイズ・オブ・マイ・ライフ』 - The Best Days of My Life (1979年、Columbia)
- Mathis Magic (1979年、Columbia)
- 『ディファレント・カインダ・ディファレント』 - Different Kinda Different (1980年、Columbia)
- 『愛にゆれて』 - Friends in Love (1982年、Columbia)
- 『スペシャル・パート・オブ・ミー』 - A Special Part of Me (1984年、Columbia)
- 『汚れなき心』 - Right from the Heart (1985年、Columbia)
- Christmas Eve with Johnny Mathis (1986年、Columbia)
- 『ハリウッド・ミュージカル』 - The Hollywood Musicals (1986年、Columbia) ※with ヘンリー・マンシーニ
- Once in a While (1988年、Columbia)
- 『イン・ザ・スティル・オブ・ザ・ナイト』 - In the Still of the Night (1989年、Columbia)
- In a Sentimental Mood: Mathis Sings Ellington (1990年、Columbia)
- 『夏の終りに』 - How Do You Keep the Music Playing? (1993年、Columbia)
- All About Love (1996年、Columbia)
- Because You Loved Me: The Songs of Diane Warren (1998年、Columbia)
- Mathis on Broadway (2000年、Columbia)
- The Christmas Album (2002年、Columbia)
- Isn't It Romantic: The Standards Album (2005年、Columbia)
- A Night to Remember (2008年、Columbia)
- Let It Be Me: Mathis in Nashville (2010年、Columbia)
- Broadway (2012年、Mercury) ※1964年録音
- Sending You a Little Christmas (2013年、Columbia)
- Johnny Mathis Sings the Great New American Songbook (2017年、Columbia)
- 『アイ・ラヴ・マイ・レディ』 - I Love My Lady (2017年、Columbia) ※1981年録音
- 『アイランド』 - The Island (2017年、Columbia) ※1989年録音
- Christmas Time Is Here (2023年、Columbia)

## 日本公演
- 1966年4月

## 出演作品
- マペット放送局 ※楠大典が日本語吹き替え版を担当[2]。